# Jacob Libermann

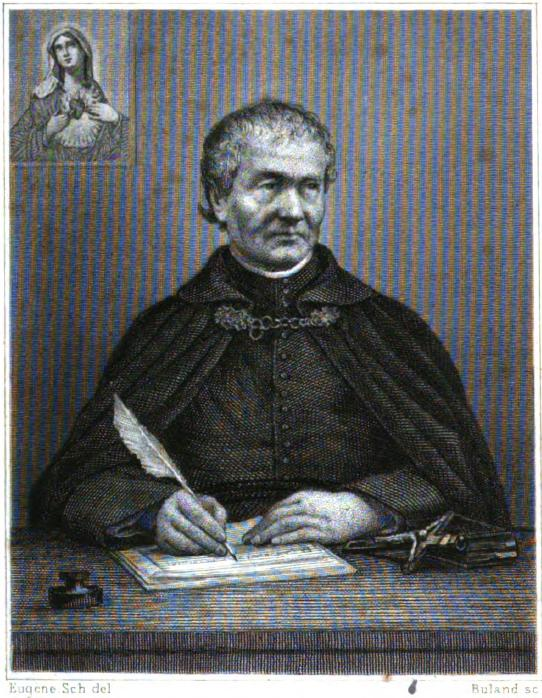
litho (1880)

François-Marie-Paul Libermann, geboortenaam Jacob Libermann (Saverne, 12 april 1802 - Parijs, 2 februari 1852) was een Frans, rooms-katholiek priester en stichter van de Congregatie van het Heilig Hart van Maria. Hij wordt ook beschouwd als tweede stichter van de Congregatie van de Heilige Geest.

## Biografie
Jacob Libermann werd geboren als zoon van een joodse rabbijn. Hij studeerde aan een talmoedschool in Metz. Daarna vestigde hij zich in Parijs waar hij zich bekeerde tot het christendom. Hij werd gedoopt op 24 december 1826 met als doopnaam François Marie Paul. Hij werd seminarist en ontving in 1829 het subdiakonaat. Maar hij kon niet verder studeren voor priester omdat gebleken was dat hij leed aan epilepsie. Gedurende twaalf jaar werkte hij op het seminarie Saint-Sulpice in allerlei ondergeschikte functies. Hij reisde daarna naar Rome met zijn plannen om een nieuwe congregatie te stichten gericht op missiewerk in Afrika. Hij kreeg uiteindelijk toch de toelating om gewijd te worden wat 21 september 1841 ook gebeurde door mgr Mioland, bisschop van Amiens. Jacob Libermann opende onmiddellijk het noviciaat van zijn nieuwe congregatie in La Neuville in het noorden van Frankrijk. In 1848 telde de Congregatie van het Heilig Hart van Maria al 29 paters. Vanuit het Vaticaan werd aangestuurd op een fusie tussen de nieuwe congregatie van Libermann en de al 150 jaar oude Congregatie van de Heilige Geest. Beide hadden missiewerk onder de zwarte bevolking van Afrika tot doel. Deze fusie kwam tot stand op 16 september 1848 en Libermann nam de leiding van het Koloniale Seminarie in Parijs, waar hij in 1852 overleed.
- Biblioteca Nacional de España: XX941357
- Bibliothèque nationale de France: cb11912959p (data)
- Gemeinsame Normdatei: 118728083
- International Standard Name Identifier: 0000 0001 1573 4945
- Library of Congress Control Number: n84191000
- Nationale Bibliotheek van Tsjechië: mzk2016934856
- Nationale Bibliotheek van Israël: 987007264401205171
- Nederlandse Thesaurus van Auteursnamen: 068802277
- Système universitaire de documentation: 02698962X
- Virtual International Authority File: 68932069
- WorldCat: E39PBJhmHdKHQxmGJfmgptyDbd